# Platystoechotes lineata
Platystoechotes lineata là một loài côn trùng trong họ Polystoechotidae thuộc bộ Neuroptera. Loài này được Carpenter miêu tả năm 1940.